# Prix d'Orthez
Prix d'Orthez är ett årligt travlopp för 4-åriga varmblodiga travhästar som körs på Vincennesbanan utanför Paris i Frankrike varje år i slutet av februari. Det är ett Grupp 3-lopp, det vill säga ett lopp av tredje högsta internationella klass. Förstapris är 40 500 euro. Loppet körs sedan 2021 över distansen 2850  meter, tidigare kördes loppet över 2700 meter.

## Vinnare
| År   | Häst              | Far               | Kusk                  | Tränare               | Tid/km |
| ---- | ----------------- | ----------------- | --------------------- | --------------------- | ------ |
| 2025 | Lissandro         | Ready Cash        | Jean-Michel Bazire    | Jean-Michel Bazire    | 1'14"4 |
| 2024 | Executiv Ek       | Face Time Bourbon | Alessandro Gocciadoro | Alessandro Gocciadoro | 1'13"4 |
| 2023 | Jaguar Marancourt | Cristal Money     | Gabriele Gelormini    | Fabrice Souloy        | 1'14"2 |
| 2022 | Cresus di Poggio  | Muscle Hill       | Jean-Michel Bazire    | Jean-Michel Bazire    | 1'14"2 |
| 2021 | Hunter Valley     | Charly du Noyer   | Adrien Lamy           | Tomas Malmqvist       | 1'13"4 |
| 2020 | Always Ek         | Filipp Roc        | Björn Goop            | Alessandro Gocciadoro | 1'15"6 |
| 2019 | Foxtrot Sea       | Olitro            | Cédric Megissier      | Cédric Megissier      | 1'14"0 |
| 2018 | Voltaire Gifont   | Ouaker Jet        | Pietro Gubellini      | Christian Rizzo       | 1'14"2 |